# Oana Pantelimon
Oana Pantelimon (geb. Mușunoiu; * 27. September 1972 in Tecuci) ist eine ehemalige rumänische Hochspringerin.
Den größten Erfolg ihrer Karriere feierte sie bei den Olympischen Spielen 2000 in Sydney, als sie überraschend die Bronzemedaille im Hochsprung gewann. Mit einer persönlichen Bestleistung von 1,99 m teilte sie sich hinter Jelena Jelesina aus Russland und Hestrie Cloete aus Südafrika den dritten Rang mit der höhengleichen Schwedin Kajsa Bergqvist.
Weitere Platzierungen unter den ersten Zehn gelangen ihr unter anderem bei den Leichtathletik-Weltmeisterschaften 2001 in Edmonton, bei den Leichtathletik-Europameisterschaften 2002 in München, Leichtathletik-Weltmeisterschaften 2003 in Paris und bei den Olympischen Spielen 2004 in Athen. Darüber hinaus wurde sie mehrfach rumänische Meisterin im Hochsprung (1993, 1999, 2001, 2003).
Oana Pantelimon hat bei einer Körpergröße von 1,79 m ein Wettkampfgewicht von 61 kg. Sie heiratete den Fechter Gabriel Pantelimon, Olympiateilnehmer 1992 und 1996.

## Bestleistungen
- Hochsprung (Freiluft): 1,99 m, 30. September 2000, Sydney
- Hochsprung (Halle): 1,95 m, 15. März 2003, Birmingham